# Phyllis Bray
Phyllis Bray, née le 30 août 1911 à Londres, et morte en 1991 dans cette même ville, est une artiste et illustratrice britannique connue pour son implication dans le East London Group (en) of artists, pour ses peintures murales et pour ses illustrations de livres pour enfants. Au cours de sa carrière, elle espose également à la Royal Academy et dans plusieurs grandes galeries londoniennes.

## Biographie
Née le 30 août 1911 à Londres, Phyllis Bray est la fille de William de Bray.
Son père est un diplomate britannique, autrefois attaché à la cour de la mère du tsar Nicolas II de Russie. Elle obtient une bourse pour étudier à la Slade School of Fine Art de 1927 à 1931, où son tuteur est Henry Tonks. Au Slade elle gagne plusieurs prix.
En 1933, elle est élue au London Group et épouse son premier mari, l'artiste, John Cooper, et son collègue de classe du soir, et ensemble, ils deviennent des membres essentiels du East London Group. Bray se fait connaître pour ses paysages, qu'elle peint à l'huile et à l'aquarelle, et pour ses peintures murales. Pendant plus de quarante ans, Bray travaille avec le muraliste Hans Feibusch dans les églises de Grande-Bretagne. Bray travaille également sur un certain nombre de projets en solo, tels que les trois murales, sur Music, Drama et Ballet, qu'elle produit pour le People's Palace sur le Mile End Road dans l'est de Londres et qui fait maintenant partie de Queen Mary University of London. Une peinture murale Bray peinte pour l'église St Crispin à Bermondsey reste intacte,.
Son second mari est Eric Phillips.
Plusieurs grands éditeurs, dont Oxford University Press et Faber & Faber, sollicitent Bray pour illustrer des livres, dont plusieurs ouvrages pour enfants. Bray conçoit également une affiche de 1938 pour London Transport faisant la promotion du championnat de tennis de Wimbledon,. Bray conçoit du matériel publicitaire pour Shell-Mex and BP (en) et pour le John Lewis Partnership. Tout au long des années 1950 et 1960, Bray constitue une collection de bijoux, principalement de la période médiévale et de la Renaissance, qui est vendue chez Christie's en 1989.
Bray expose à l'Académie royale en 1950, 1952, 1955 et en 1960. Son travail est inclus dans des expositions de groupe à la Leicester Galleries à Londres et elle a des expositions individuelles à Drian Gallery à Londres et à la Mignion Gallery à Bath. La Walker Art Gallery de Liverpool, la Blackpool Art Gallery et le Département du Numérique, de la Culture, des Médias et du Sport détiennent des exemples de son travail. Une exposition commémorative a lieu en 1998 à la galerie Collyer-Bristow.

## Œuvre
- The lobster
- August evening
- Still life